# Peter Weidkuhn
Peter Weidkuhn (* 28. Dezember 1926 in Basel; † 2006) war ein Schweizer Ethnologe, Anthropologe, Religionswissenschaftler, Universitätsdozent und Autor.

## Leben und Wirken
Peter Weidkuhn wurde am 28. Dezember 1926 in Basel geboren und studierte nach abgeschlossener Schulausbildung deutsche und klassische Literatur, schloss dieses Studium jedoch nicht ab. In seiner frühen Berufslaufbahn war er als Fischer, Handlanger und Hilfsarbeiter tätig, bevor er das Lehrerseminar in seiner Geburtsstadt besuchte und ein Diplom als Primar- und Sonderklassenlehrer erwarb. Anschließend nahm er ein Studium der Ethnologie, Volkskunde und Religionsgeschichte an der Universität Basel auf und promovierte dort im Jahr 1965 bei Alfred Bühler zum Dr. phil. Seine Dissertation behandelte das Thema Aggressivität, Ritus, Säkularisierung. Biologische Grundformen religiöser Prozesse und war Teil der Basler Beiträge zur Ethnologie, einer von 1964 bis 2001 herausgegebenen ethnologische Publikationsreihe.
Seine Habilitationsschrift 1972 wiederum hatte den Titel Rechtmäßige Revolte bei Buschmännern und Pygmäen. Eine religionsethnologische Kritik der politischen Soziologie des abweichenden Verhaltens. Zu der 1972 erschienenen Habilitationsschrift erschien im Jahr 2004 eine mit einem Essay versehene Neuausgabe mit dem Titel Dreiunddreißig Jahre später: Rechtmäßige Revolten heute. Am Ethnologischen Seminar der Universität Basel war er von 1967 bis 1992 als Assistent beschäftigt und lehrte danach als Dozent am C. G. Jung-Institut Zürich, einem privaten Lehr- und Forschungsinstitut.
Im Rahmen seiner wissenschaftlichen Arbeit unternahm er 1972 eine Feldforschung in Nordaustralien sowie 1980/81 eine weitere in einer Fabrik in Wien. Neben seiner akademischen Tätigkeit engagierte sich Weidkuhn in verschiedenen Fachgesellschaften und war von 1972 bis 1976 Vorsitzender der Deutschen Vereinigung für Religionsgeschichte (seit 2005: Deutsche Vereinigung für Religionswissenschaft). Darüber hinaus war er von 1977 bis 1980 Mitbegründer sowie erster Präsident der Schweizerischen Gesellschaft für Religionswissenschaft.
Während seiner wissenschaftlichen Karriere veröffentlichte Weidkuhn zahlreiche Werke zu kultur- und sozialanthropologischen Themen. 1974 erschien seine Untersuchung Der Fall Gove. Schweizerische Aluminium-Industrie in einem Reservat australischer Ureinwohner, in der er die Auswirkungen wirtschaftlicher Interessen auf indigene Gemeinschaften analysierte. Im Jahr 1995 widmete er sich in Weibliche Produktivität – männliche Produktivität. Arbeitsethnologische Streiflichter auf den Wandel der Arbeitsteilung nach Geschlecht der geschlechtsspezifischen Veränderungen in der Arbeitswelt. Mit Reizwort Marktwirtschaft. Elemente einer Kulturanthropologie des Marktes (1998) und Monolith Marktrationalität. Probebohrungen eines Kultur- und Sozialanthropologen (2003) setzte er sich kritisch mit den kulturellen Grundlagen ökonomischer Systeme auseinander. In Zur Leistung genötigt – zur Muße bestellt. Eine kultur- und sozialanthropologische Studie zum so genannten Recht auf Arbeit (2004) untersuchte er die Spannungsfelder zwischen Arbeitszwang und gesellschaftlicher Freizeitgestaltung. Seine Feldforschungen in Australien fanden Niederschlag in Traumzeit prallt auf Aluminiumzeit. Felderfahrungen im nordaustralischen Busch, notiert in Tagebuch-Briefen (2005). Abschließend fasste er in Kulturanthropologie à la Bâloise. Vorträge und Aufsätze aus den Jahren 1963–2004 (2006, 2 Bände) zentrale Themen seiner jahrzehntelangen Forschung zusammen.
Im Jahr 2006 starb der sich in seinem 80. Lebensjahr befindende Weidkuhn.

## Schriften (Auswahl)
- 1965: Aggressivität, Ritus, Säkularisierung. Biologische Grundformen religiöser Prozesse (Dissertation)
- 1972: Rechtmäßige Revolte bei Buschmännern und Pygmäen. Eine religionsethnologische Kritik der politischen Soziologie des abweichenden Verhaltens (Habilitationsschrift; Neuausgabe mit Essay Dreiunddreißig Jahre später: Rechtmäßige Revolten heute (2004))
- 1974: Der Fall Gove. Schweizerische Aluminium-Industrie in einem Reservat australischer Ureinwohner
- 1995: Weibliche Produktivität – männliche Produktivität. Arbeitsethnologische Streiflichter auf den Wandel der Arbeitsteilung nach Geschlecht
- 2003: Reizwort Marktwirtschaft. Elemente einer Kulturanthropologie des Marktes (1998) und Monolith Marktrationalität. Probebohrungen eines Kultur- und Sozialanthropologen
- 2004: Zur Leistung genötigt – zur Muße bestellt. Eine kultur- und sozialanthropologische Studie zum so genannten Recht auf Arbeit
- 2005: Traumzeit prallt auf Aluminiumzeit. Felderfahrungen im nordaustralischen Busch, notiert in Tagebuch-Briefen
- 2006: Kulturanthropologie à la Bâloise. Vorträge und Aufsätze aus den Jahren 1963–2004 (2 Bände)